# Кашка-Суу (Чуйская область)
Кашка-Суу (Кашкасу) — село в Аламудунском районе Чуйской области Кыргызстана, на левом берегу реки Ала-Арча, ниже по течению плотины Верхнего Ала-Арчинского водохранилища. Входит в состав аильного округа Байтик. Код СОАТЕ — 41708 203 855 05 0.

## Население
| год     | 2009 | 2014 | 2015 |
| ------- | ---- | ---- | ---- |
| человек | 1280 | 1261 | 1331 |

## Известные уроженцы, жители
Кадыркулов, Идрис Анарбекович (род. 1971, село Кашка-Суу) — кыргызский дипломат, государственный деятель, Чрезвычайный и Полномочный Посол Кыргызстана в Украине.